# Luis Echeverría
Luis Echeverría Álvarez (Città del Messico, 17 gennaio 1922 – Cuernavaca, 8 luglio 2022) è stato un politico messicano, presidente del Messico dal 1º dicembre 1970 al 1º dicembre 1976.
Il suo mandato come Segretario degli Interni durante l'amministrazione Díaz Ordaz fu segnato da un notevole aumento della repressione politica nel paese; giornalisti dissidenti, politici e attivisti furono soggetti a censura, arresti arbitrari, torture ed esecuzioni extragiudiziali. Ciò culminò con il massacro di Tlatelolco del 2 ottobre 1968, che pose fine a mesi di proteste sociali in tutto il Paese; Díaz Ordaz, Echeverría e il segretario alla Difesa Marcelino García Barragán sono stati considerati i mandanti del massacro, in cui centinaia di manifestanti disarmati furono uccisi da membri dell'esercito. L'anno successivo Díaz Ordaz nominò Echeverría suo successore designato alla presidenza, che assunse il 1º dicembre 1970.
Echeverría fu uno dei presidenti di più alto profilo nella storia del dopoguerra del Messico; tentò di diventare un leader del cosiddetto "Terzo mondo", i paesi che non erano allineati né con gli Stati Uniti né con l'URSS durante la Guerra fredda. Offrì asilo politico a Hortensia Bussi e ad altri rifugiati della dittatura di Pinochet in Cile, stabilì relazioni diplomatiche e una stretta collaborazione con la Repubblica Popolare Cinese dopo la visita a Pechino e l'incontro con il presidente Mao Zedong e il premier Zhou Enlai, e cercò di utilizzare l'influenza di Mao tra le nazioni asiatiche e africane in un tentativo alla fine fallito di diventare Segretario generale delle Nazioni Unite. Echeverría mise a dura prova le relazioni con Israele (e gli ebrei americani) dopo aver sostenuto una risoluzione delle Nazioni Unite che equiparava il sionismo al razzismo.

## Biografia
Laureato in legge, Luis Echeverría si dedicò ben presto alla carriera politica, militando nelle file del Partito Rivoluzionario Istituzionale messicano, che dominava la vita politica del Messico da quasi mezzo secolo. Fu Segretario degli Interni nel governo del presidente del Messico Gustavo Díaz Ordaz dal 1964 al 1970; mentre deteneva questo dicastero, vennero soffocate nel sangue, nell'agosto del 1968, le contestazioni giovanili a Città del Messico in occasione dei Giochi della XIX Olimpiade che dal 12 ottobre al 27 ottobre quell'anno si sarebbero tenuti nella capitale messicana (Massacro di Tlatelolco).
Malgrado questo, il 1º dicembre 1970, alla scadenza del mandato di Ordaz, Echeverría venne eletto presidente del Messico, facendosi interprete delle istanze riformatrici che fermentavano nel Paese mesoamericano. Attuò infatti una politica riformista che tentò di incrementare lo sviluppo economico della nazione e renderla sempre meno dipendente dagli Stati Uniti, ad esempio facendo nazionalizzare le miniere, in mano a compagnie straniere. Allo scadere del mandato, il 30 novembre 1976, Echeverría svolse un importante ruolo internazionale come membro dell'esecutivo dell'UNESCO (1977), e come ambasciatore in Australia dal 1979 al 1980.
Inoltre, per un decennio, dal 1976 al 1986, l'ex capo di Stato ha diretto il Centro per gli studi economici e sociali del Terzo mondo. Il presidente Echeverría fece numerose visite di stato; dopo la fine del blocco a Cuba, ha incontrato il leader cubano Fidel Castro, il presidente di Cile Salvador Allende, l'imperatore Hirohito di Giappone, la regina Elisabetta II del Regno Unito, il leader della Repubblica Popolare Cinese Mao Zedong e il presidente della Jugoslavia Josip Broz Tito.
A livello nazionale, Echeverría raggiunse una crescita economica significativa, con l'economia messicana in crescita del 6,1% e promosse in modo aggressivo lo sviluppo di progetti infrastrutturali come i nuovi porti marittimi a Lázaro Cárdenas e Ciudad Madero. Tuttavia, la sua presidenza fu anche caratterizzata da metodi autoritari (infatti, i primi casi documentati di voli della morte in America Latina avvennero in Messico sotto Echeverría), il massacro del Corpus Christi del 1971 contro gli studenti manifestanti, la Guerra Sporca contro il dissenso di sinistra nel paese (nonostante lo stesso Echeverría abbia adottato una retorica populista di sinistra), e la crisi economica scoppiata in Messico verso la fine del suo mandato. Nel 2006 fu incriminato e condannato agli arresti domiciliari per il suo ruolo nel massacro di Tlatelolco del 1968 e nel massacro del Corpus Christi del 1971, ma nel 2009 le accuse contro di lui sono state archiviate.
È morto a Cuernavaca l'8 luglio 2022, all'età di 100 anni.